# Emmy Internacional 1987
A 15.ª cerimônia de entrega dos International Emmys (ou Emmy Internacional 1987) aconteceu em 23 de novembro de 1987, no hotel New York Hilton Midtownem Nova York, Estados Unidos.

## Cerimônia
O cantor John Denver apresentou o Founder Award para Jacques-Yves Cousteau, por seus serviços prestados ao longo se sua vida. Cousteau é responsável pela produção de mais de 50 telefilmes baseados em seus estudos oceanográficos. O Directorate Award foi dado a Jeremy Isaacs, por seus serviços prestados ao longo de sua carreira. Ele foi ex-chefe executivo do Channel 4 em 1981, da BBC e da ITV, além de ter trabalhado como produtor independente.

## Vencedores
- Melhor Drama: Porterhouse Blue ()
- Melhor Documentário: The Sword of Islam ()
- Melhor Programa infanto-juvenil: Degrassi High: It's Late ()
- Founders Award: Jacques-Yves Cousteau ()
- Directorate Award: Jeremy Isaacs ()